# پدرام جواهری
پدرام جواهری (زادهٔ ۲۴ مهٔ ۱۹۸۳، تهران، ایران) یک هواشناس ایرانی-آمریکایی است. وی هم‌اکنون در آتلانتا مستقر است.
او یکی از کارشناسان هواشناسی سی‌ان‌ان است.

## زندگی‌نامه
جواهری در سال ۱۹۸۳ میلادی (۱۳۶۳) در تهران متولد شد. او توانایی سخن به زبان‌های انگلیسی، فارسی، و ترکی را داراست. وی در سال ۱۹۹۳ به ردموند، واشینگتن مهاجرت کرد و به مدرسه رفت؛ و علاوه بر دانشگاه ایالتی آریزونا در دانشگاه ایالتی میسیسیپی حضور داشت؛ و در آنجا مشغول به تحصیل روزنامه‌نگاری و هواشناسی مشغول شد
.